# ZNF174
ZNF174 (англ. Zinc finger protein 174) – білок, який кодується однойменним геном, розташованим у людей на 16-й хромосомі. Довжина поліпептидного ланцюга білка становить 407 амінокислот, а молекулярна маса — 46 455.
| 10         |  | 20         |  | 30         |  | 40         |  | 50         |
| ---------- |  | ---------- |  | ---------- |  | ---------- |  | ---------- |
| MAAKMEITLS |  | SNTEASSKQE |  | RHIIAKLEEK |  | RGPPLQKNCP |  | DPELCRQSFR |
| RFCYQEVSGP |  | QEALSQLRQL |  | CRQWLQPELH |  | TKEQILELLV |  | MEQFLTILPP |
| EIQARVRHRC |  | PMSSKEIVTL |  | VEDFHRASKK |  | PKQWVAVCMQ |  | GQKVLLEKTG |
| SQLGEQELPD |  | FQPQTPRRDL |  | RESSPAEPSQ |  | AGAYDRLSPH |  | HWEKSPLLQE |
| PTPKLAGTEA |  | PRMRSDNKEN |  | PQQEGAKGAK |  | PCAVSAGRSK |  | GNGLQNPEPR |
| GANMSEPRLS |  | RRQVSSPNAQ |  | KPFAHYQRHC |  | RVEYISSPLK |  | SHPLRELKKS |
| KGGKRSLSNR |  | LQHLGHQPTR |  | SAKKPYKCDD |  | CGKSFTWNSE |  | LKRHKRVHTG |
| ERPYTCGECG |  | NCFGRQSTLK |  | LHQRIHTGEK |  | PYQCGQCGKS |  | FRQSSNLHQH |
| HRLHHGD    |  |            |  |            |  |            |  |            |

A: Аланін

C: Цистеїн

D: Аспарагінова кислота

E: Глутамінова кислота

F: Фенілаланін

G: Гліцин

H: Гістидин

I: Ізолейцин

K: Лізин

L: Лейцин

M: Метіонін

N: Аспарагін

P: Пролін

Q: Глутамін

R: Аргінін

S: Серин

T: Треонін

V: Валін

W: Триптофан

Кодований геном білок за функцією належить до репресорів. 
Задіяний у таких біологічних процесах, як транскрипція, регуляція транскрипції, альтернативний сплайсинг. 
Білок має сайт для зв'язування з іонами металів, іоном цинку, ДНК. 
Локалізований у ядрі.